# Drip Painting

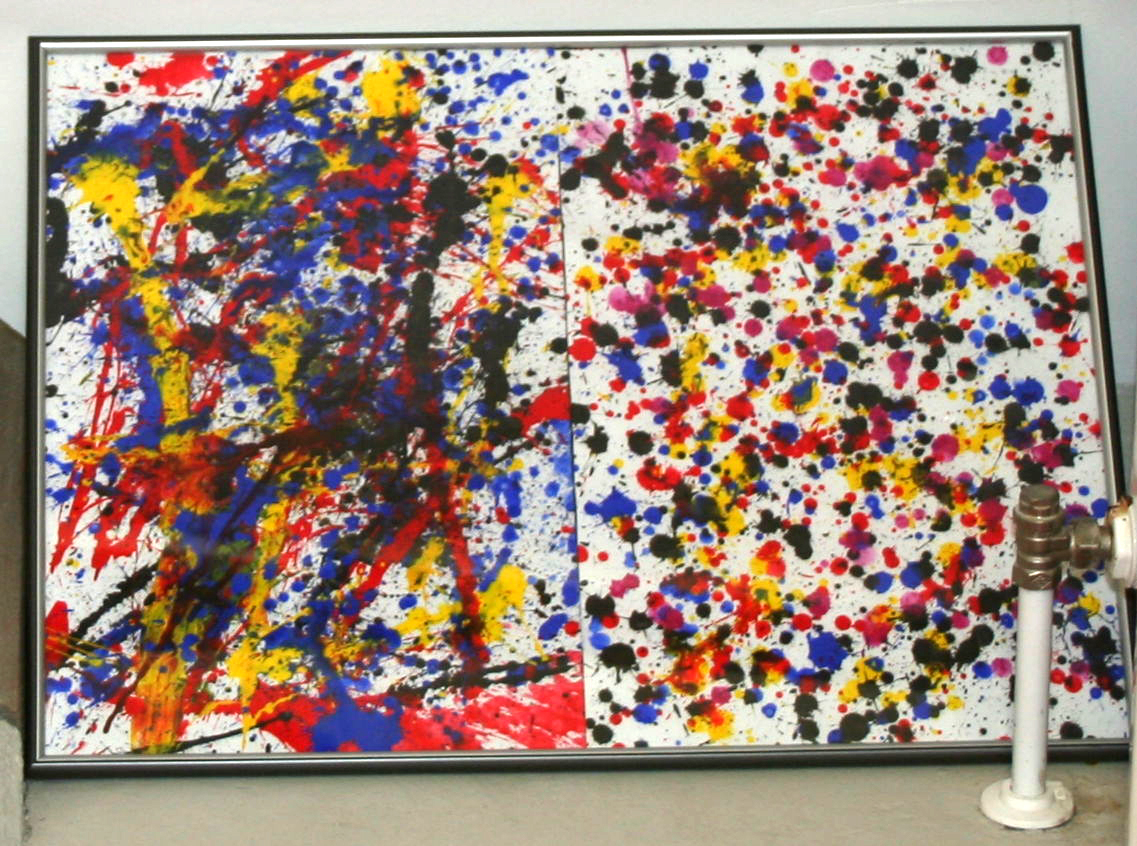
Action Painting – links gespritzt, rechts getröpfelt

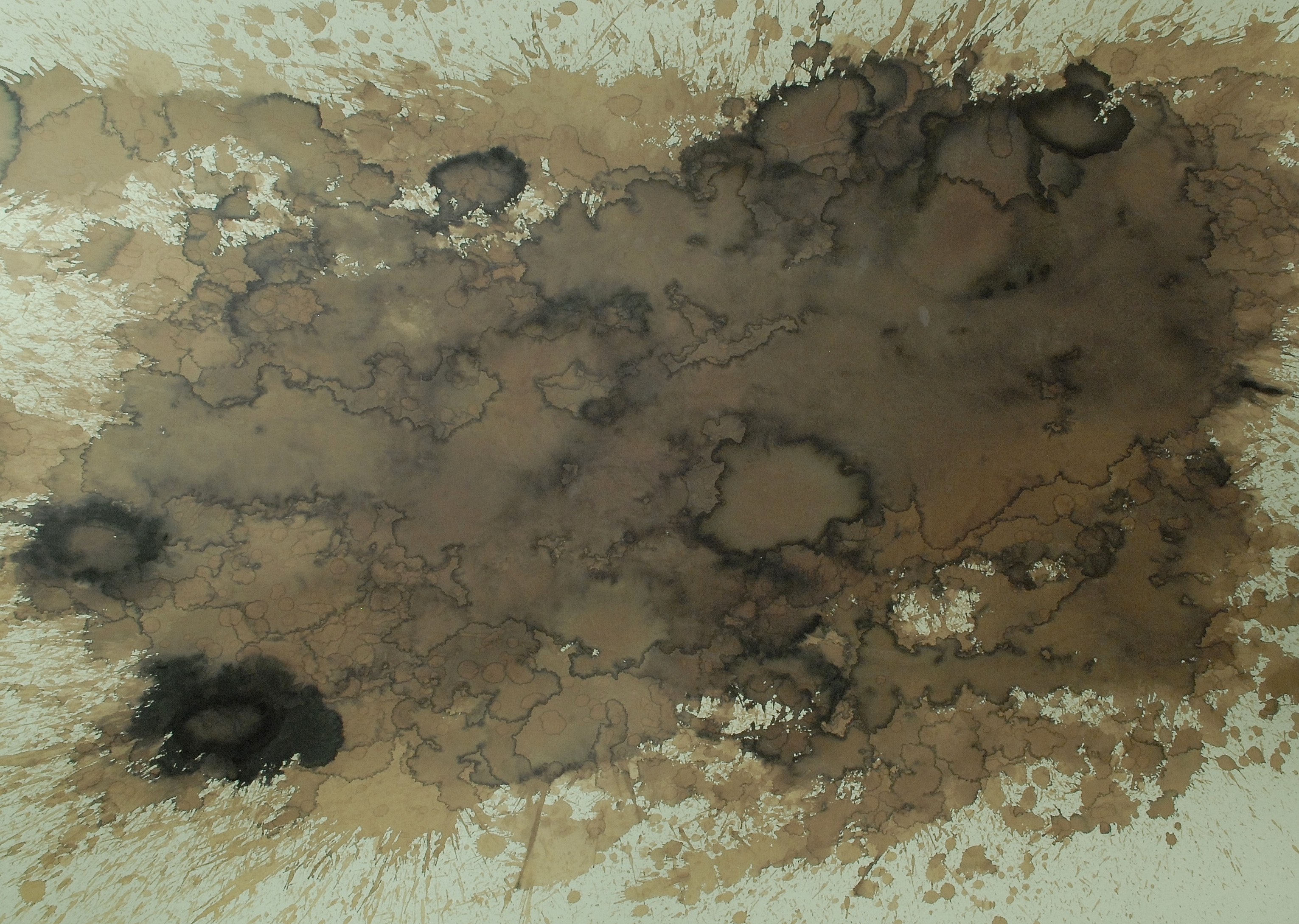
Josef Trattner, abstrakt-expressionistisches Weinbild, 2010

Drip Painting (engl. für „getropfte Malerei“, auch Dripping oder Oszillation) ist eine Maltechnik, bei der die Farbe aufgetropft wird. Der surrealistische und dadaistische Maler Max Ernst verwendete den Begriff Oszillation und setzte die Technik zum Beispiel für das Bild Der verwirrte Planet (1942) ein. Hierfür wurde eine Konservendose verwendet, die der Künstler an einer Schnur von ein bis zwei Metern Länge befestigte. Diese hatte an der Unterseite ein kleines Loch, aus dem die flüssige, in die Dose gefüllte Farbe heraustropfen konnte. Durch das Hin- und Herschwingen der Dose über eine flachliegende Leinwand entstanden Linien auf dem Untergrund, die an mathematische Graphen erinnern. Max Ernst, der mehrere Mal- und Zeichentechniken erfand, die zufällige Strukturen erzeugen, verwendete das Dripping nur in einigen Bildern seines Spätwerks.
Knud Merrild (1894–1954) schuf zur gleichen Zeit, unter anderem mit dem Gemälde Perceptual Possibility von 1942 (Museum of Modern Art, New York) Arbeiten mithilfe dieser Technik, die er "Flux Paintings" nannte.
Bekannt wurde die Technik insbesondere durch den amerikanischen Maler Jackson Pollock. Pollock schuf, inspiriert von Janet Sobel, überwiegend großformatige Werke, für die die Leinwand auf den Boden gelegt wurde. Die Farbe wurde mit großen Pinseln oder direkt aus den Farbtöpfen tropfend und schleudernd aufgetragen. Eine weitere, extremere Form des Drip Paintings ist das Schüttbild, wie zum Beispiel Werke von Hermann Nitsch und Josef Trattner.